# Vestiges du Pont-Perrin
Les vestiges du Pont-Perrin sont des vestiges d'un pont datant du Moyen Âge reliant les communes de Châteauroux et de Déols dans l'Indre.
Ces vestiges sont inscrits au titre des monuments historiques par arrêté du 20 septembre 2011.

## Situation
Le pont ruiné est situé entre les communes de Châteauroux et de Déols.

## Histoire
Le pont franchit l'Indre et amène à la porte Perrin, par le sud de la commune de Déols par une rue éponyme. Le pont est délaissé après la construction de la route royale de Paris à Toulouse (1755).
Un pont moderne ou pont du Rochat supporte dorénavant la route départementale dénommée rue du Général-de-Gaulle sur le territoire de Déols.

## Description
Les vestiges comportent la base de trois piles dans le lit de la rivière.